# Панькевичівка
Панькевичі́вка чи Правопис Паньке́вича — український фонетико–етимологічний правопис, складений 1922 року Іваном Панькевичем для шкіл Закарпаття на основі максимовичівки.
Засади Панькевича були схвалені 1920 року на з'їзді закарпатських учителів, а згодом викладені в «Граматиці руського языка» (Мукачево, 1922). Головний принцип цієї системи — врахування місцевих традицій, зокрема:
- збереження ѣ: єѣ, тоѣ, синьоѣ; тѣ, добрѣ;
- діалектні особливості фонетики (фонології) — ы: ты, сынъ, мыло;
- різні рефлекси [о] в новозакритому складі — і, ÿ, у, що позначаються буквою о̂.

Панькевичівка проіснувала до 1945 року і була замінена загальноукраїнським правописом.